# سارانا (سابو)
سارانا شهری در شهرستان سابو در استان بولکیمده در بورکینافاسوی غربی مرکزی است جمعیت آن ۱۱۰۳ نفر است.